# 卡斯泰拉菲乌梅
卡斯泰拉菲乌梅（義大利語：Castellafiume），是意大利阿奎拉省的一个市镇。总面积24.62平方公里，人口1122人，人口密度45.6人/平方公里（2009年）。ISTAT代码为066029。